# Нельша (озеро)
Нельша — озеро на юге Ивановской области, расположено в Южском районе в Балахнинской низменности, в 17 километрах к юго-востоку от Южи на высоте 92,2 метра над уровнем моря. Относится к системе дюнных озёр Балахнинской низины. Средняя глубина озера 1,13 м, наибольшая равна 3 м. Длина Нельши составляет 1,2 километра, наибольшая ширина — 450 метров, длина береговой линии 4,732 км.
В северную часть озера впадают два безымянных ручья, вытекает из него ручей Осиновая Грива (приток Истока).
Берега Нельши низкие и заболоченные, северный и юго-восточный — песчаные. Дно озера сложено песком и сапропелем, мощность слоя которого достигает 7 метров в южной части озера.

## Флора и ландшафты
Нельша полностью находится в лесах, из древесных пород окрестностей преобладает сосна, также присутствуют берёзы (повислая и белая) и ель. Нижний ярус растительности в сосняках представлен вейником, вереском и брусникой. Прибрежная растительность состоит из ольхи чёрной, берёзы пушистой, ивы пепельной и крушины ломкой. Из кустарников присутствуют ракитник русский, дрок германский и острокильница чернеющая.
Прибрежные болота относятся к сфагново-пушициевому типу на северном берегу, и к сфагново-пушициево-осоковому на восточном. Фрагментарно присутствуют сфагново-клюквенно-миртовые, черноольховно-крупнотравные и низинные травяные болота.
Водная флора озера бедная, представлена в основном кубышкой жёлтой, элодеей канадской, водокрасом лягушачьим, ряской малой. Изредка встречаются кувшинка снежно-белая, ежеголовник всплывающий и многокоренник обыкновенный.

### Редкие виды
Редкая и охраняемая растительность окрестностей озера представлена дроком германским, острокильницей чернеющей, толокнянкой обыкновенной, прострелом раскрытым, пустынницей скальной, тимофеевкой степной и другими видами общим числом более 30. Произрастает редкий плаун двурядник Цейлера.

## Фауна
Среди животных, обитающих в озере и его окрестностях, отмечена медянка обыкновенная, редкий для Ивановской области вид.
Ихтиофауна представлена вьюном, ершом, карасем, краснопёркой, линём, налимом, окунем, плотвой, щукой, язём.
Из млекопитающих в озере обитают бобр, ондатра, выхухоль.

## Охраняемая природная территория
На озере в 1975 году создана одноимённая особо охраняемая природная территория.

## Этимология
Гидроним предположительно связан с диалектным владимирским словом «налье» — подводная каменистая мель в озере, низменное место, заполненное водой.

## Нельша в искусстве
В 1990 году на озере Нельша и соседних с ним Кщаре и Тоньках снимался фильм «Зверобой».

## Туризм
Является местом отдыха, в окрестностях расположена туристическая «тропа Зверобоя», открытая в 2016 году. Длина маршрута составляет 22 километра.

## Данные водного реестра
По данным государственного водного реестра России относится к Окскому бассейновому округу, водохозяйственный участок реки — Клязьма от города Ковров и до устья, без реки Уводь, речной подбассейн реки — бассейны притоков Оки от Мокши до впадения в Волгу. Речной бассейн реки — Ока.
Код объекта в государственном водном реестре — 09010301111110000007381.